# يوب فان دن اوينلاند
يوب فان دن اوينلاند (بالهولندية: Joep van den Ouweland)‏ (6 فبراير 1984 بخيلزه آن راين في هولندا - ) هو لاعب كرة قدم هولندي في مركز الوسط. لعب مع دي غرافشاب وغو أهد إيغلز وتوب أوس.

## وصلات خارجية
- يوب فان دن اوينلاند على موقع قاعدة بيانات كرة القدم.إي يو (الإنجليزية)